# Apponyi Géza
Gróf nagyapponyi Apponyi Géza (Bécs, 1853. február 16. – Hőgyész, 1927. február 18.) magyar földbirtokos, politikus, műgyűjtő, a magyar Főrendiház tagja, Tolna vármegye főispánja 1906 és 1912 között.

## Élete
1853-ban Apponyi Károly (1805–1890) és Klebelsberg Leopoldina (1817–1909) egyetlen gyermekeként született. Középiskolai és jogi tanulmányait Pozsonyban végezte magántanulóként, majd átvette az Apponyi József gróf után örökölt pálfai uradalmat, és ennek kezelésével foglalkozott. Örökös jogon a magyar Főrendiház tagja volt, ahol a közgazdasági és közlekedésügyi bizottság munkájában vett részt. 
Élénk közéleti tevékenységet folytatott, számtalan egyesületnek és szervezetnek volt tagja. 1881-ben cs. és kir. kamarás lett. 1890-ben Ybl Miklóssal restauráltatta a hőgyészi Apponyi-kastélyt, ugyanekkor örökölte apjától a medinai kastélyt. Családjánál szolgált nevelőként Mihalovics Ede. 1901 júliusában belépett a Szabadelvű Pártba, 1904. november 18. után azonban kilépett a pártból és a disszidensekhez csatlakozott, majd az Országos Alkotmánypárt tagja lett. 
1906-ban a második Wekerle-kormány híveként Tolna vármegye főispánja lett, mely tisztséget 1912-ig viselte. 1909-ben valóságos belső titkos tanácsos lett. Az alkotmánypárt feloszlása után belépett az újonnan alakult Nemzeti Munkapártba. 1912-ben saját kérésére Ferenc József felmentette főispáni tisztségéből.
Életének jelentős részét a hőgyészi kastélyban töltötte, de sokat tartózkodott Pozsonyban, Szekszárdon és a medinai kastélyban is. 1927-ben hunyt el Hőgyészen, a kastély mauzóleumában nyugszik. Temetését Virág Ferenc pécsi megyéspüspök végezte.

## Házassága és leszármazottjai
Apponyi Géza gróf 1876. április 24-én Bécsben vette feleségül Széchényi Paula grófnőt (1854–1928), Széchényi Kálmán (1824–1914) és Grünne Karolina grófnő (1832–1911) lányát. Házasságukból öt gyermekük született:
- Mária Irma (Bécs, 1877. május 24. – Rosegg, 1956. november 14.), férje Friedric Aloys von und zu Liechtenstein herceg.[12][13]
- Károly (Hőgyész, 1878. augusztus 28. – Pálfa, 1959. március 4.), vezérkari alezredes, 1927-től a felsőház tagja.[14][15] Felesége Maria-Aglaë Christiane Hedwig Gabriele Wilhelmine Hygina Ernestine zu Windisch-Grätz hercegnő.[16]
- Alice (Hőgyész, 1879. augusztus 8. – Bolzano, 1867. február 20.), férje Paolo Luigi Forni gróf.[17][18]
- Rudolf (sokszor Rezső, Hőgyész, 1882. március 12. – Kápolnapuszta, 1939. július 19.), politikus, 1917-től 1918-ig Tolna vármegye főispánja.[15][19] Felesége Franziska Freifrau,[20] majd 1936-tól Ida Sidonie Guidobaldine von Sommaruga.[21]
- Gizella (Bad Aussee, 1886. július 15. –  Budapest, 1918. október 15.), férje Rubido-Zichy Iván báró.[22][23]